# Michał Misiurewicz
Michał Misiurewicz (Varsóvia, 9 de novembro de 1948) é um matemático polonês.
Misiurewicz obteve em 1974 um doutorado na Universidade de Varsóvia, orientado por Bogdan Bojarski]], com a tese Dynamische Systeme und Ergodentheorie. É professor da Universidade de Purdue.
Foi palestrante convidado do Congresso Internacional de Matemáticos em Varsóvia (1983: One dimensional dynamical systems). É fellow da American Mathematical Society.

## Obras
- com Zbigniew Nitecki Combinatorial patterns for maps of the interval, Memoirs Amer. Math. Soc., Volume 94, 1991.